# Tom McCollum
Thomas „Tom“ McCollum (* 7. Dezember 1989 in Amherst, New York) ist ein US-amerikanischer Eishockeytorwart, der seit Juni 2025 beim EC Kitzbühel aus der Alps Hockey League unter Vertrag steht. Zuvor absolvierte McCollum unter anderem über 350 Spiele in der American Hockey League (AHL) und war darüber hinaus für die Detroit Red Wings in der National Hockey League (NHL) aktiv.

## Karriere
Tom McCollum spielte seit 1994 für sein Heimatteam, die Wheatfield Blades, ehe er 2006 in die kanadische Juniorenliga Ontario Hockey League zu den Guelph Storm wechselte. Dort wurde er sofort Stammtorhüter und bestritt 55 der 68 Saisonspiele, von denen er 26 gewann. Schon während der Saison erhielt er seine erste Ehrung, als er zum OHL All-Star Game eingeladen wurde. Nach Abschluss der Spielzeit wurde er zudem ins OHL All-Rookie Team und ins Third All-Star Team berufen. Dazu wurde er noch für den OHL Goaltender of the Year Award nominiert und hatte mit fünf Shutouts innerhalb einer Saison einen neuen Franchise-Rekord aufgestellt. Kurz nach Saisonende wurde McCollum in die U18-Nationalmannschaft berufen, die an der U18-Junioren-Weltmeisterschaft teilnahm. McCollum stand bei der Auftaktpartie gegen Russland auf dem Eis, dass die USA jedoch mit 3:5 verlor, woraufhin Josh Unice den Posten als Stammtorhüter übernahm. Schlussendlich konnten sie die Silbermedaille gewinnen, nachdem sie erneut der russischen Auswahl im Finale unterlegen waren.

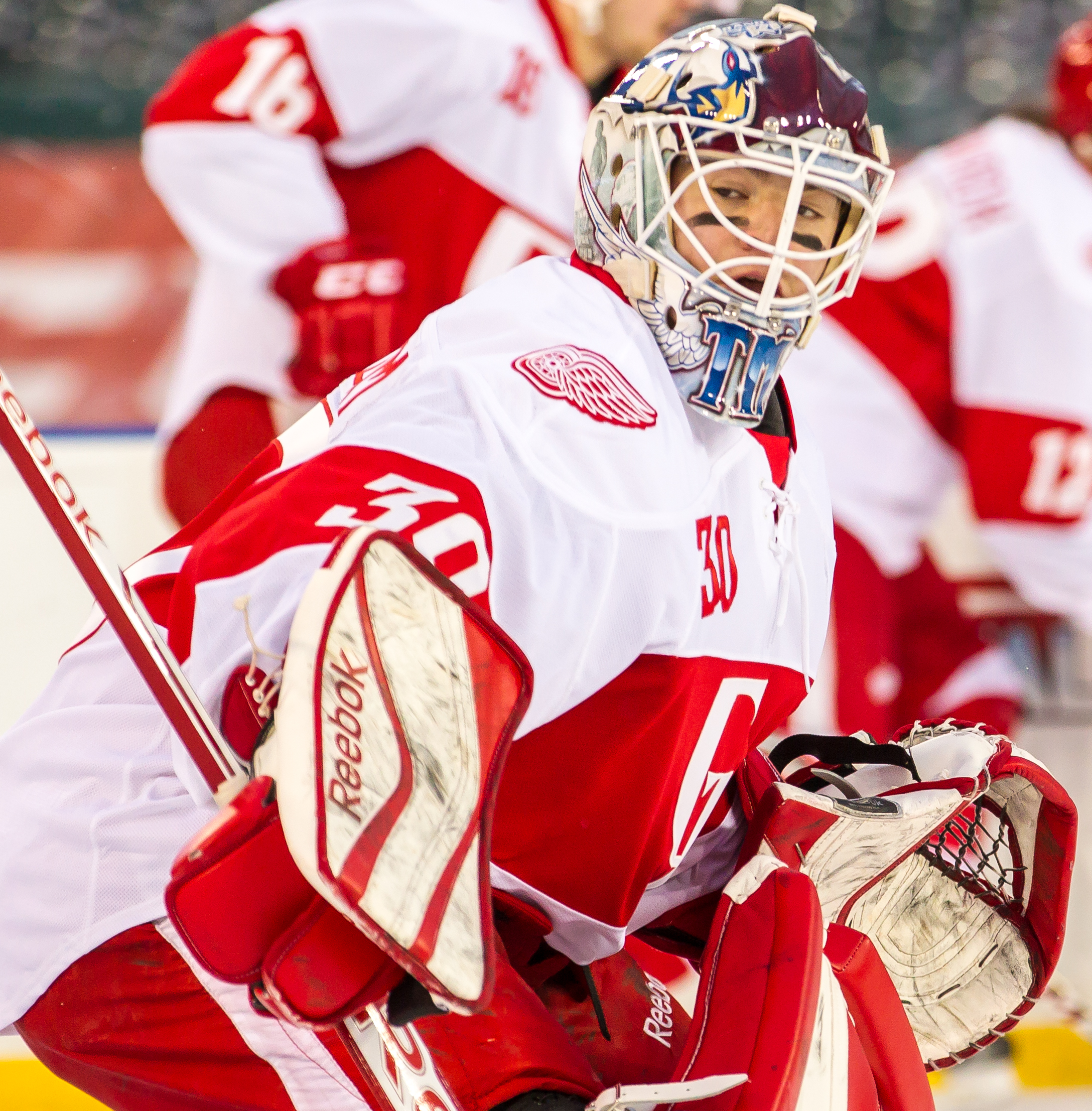
McCollum im Trikot der Grand Rapids Griffins (2013)

Zu Beginn der Saison 2007/08 konnte McCollum nicht an die Leistungen des Vorjahrs anknüpfen, stabilisierte sich im Laufe der Spielzeit aber wieder und wurde im Dezember zum OHL-Torhüter des Monats ausgezeichnet. Zudem spielte er im CHL Top Prospects Game, einem All-Star Game der drei großen kanadischen Juniorenligen mit den größten Talenten des Jahrgangs für den NHL Entry Draft. Je weiter die Saison fort schritt desto mehr steigerte er sich und in den Playoffs war McCollum einer der besten Spieler der Storm, als er im Schnitt weniger als zwei Gegentore pro Spiel kassierte. Die Mannschaft schied aber trotzdem schon in der zweiten Runde aus. Aufgrund seiner guten Leistungen führte ihn die NHL Scouting Central als das hoffnungsvollste nordamerikanische Torhütertalent seines Jahrgangs und in der ersten Runde des NHL Entry Draft 2008 wählten ihn die Detroit Red Wings schließlich auch an Position 30 aus. Nur wenige Monate später, im Oktober 2008, unterschrieb in Detroit einen Einstiegsvertrag über drei Jahre.
Für die Saison 2008/09 bei den Guelph Storm und gehörte nach der Hälfte der Spielzeit zu den besten Torhütern der Liga. Wegen seiner guten Leistungen gehörte er bei der U20-Weltmeisterschaft während des Jahreswechsels zum Kader der US-Auswahl. McCollum ging als Stammtorhüter in das Turnier und startete gut, als die ersten drei Spielen der Gruppenphase bei nur fünf Gegentreffern gewonnen werden konnten. Das letzte Gruppenspiel ging jedoch deutlich mit 4:7 gegen Kanada verloren und im Viertelfinale schied die USA mit 3:5 gegen die Slowakei aus. Kurz nach seiner Rückkehr von der Weltmeisterschaft wurde er innerhalb der OHL von den Guelph Storm zu den Brampton Battalion transferiert. Er verhalf dem Team zum zweiten Platz der regulären Saison in der Eastern Conference und zog mit der Battalion ins Playoff-Finale ein, wo sie jedoch den Windsor Spitfires unterlagen.
Im Herbst 2009 wechselte er zu den Profis und setzte sich in der Konkurrenz um den zweiten Torhüterplatz bei den Grand Rapids Griffins, dem AHL-Farmteam von Detroit, gegen Jordan Pearce durch. In Grand Rapids teilte er sich anfangs die Einsatzzeiten mit Stammtorhüter Daniel Larsson und überzeugte durch gute Leistungen im ersten Monat der Saison. Danach spielte er aber deutlich schwächer und wurde im Januar 2010 zu den Toledo Walleye, dem ECHL-Farmteam der Red Wings und Griffins, geschickt. Auch die Saison 2010/11 begann er bei den Grand Rapids Griffins und kam in 17 Spielen zum Einsatz, bevor McCollum erneut zu den Toledo Walleye in die ECHL geschickt wurde. Am Ende der Saison gab er sein NHL-Debüt für die Red Wings. In den folgenden Jahren etablierte sich der Torwart in der AHL, konnte sich jedoch nie im NHL-Kader durchsetzen, so kam er nur in der Spielzeit 2014/15 auf zwei Einsätze für Detroit.
Nach der Saison 2015/16 wurde sein auslaufender Vertrag nicht verlängert, sodass er sich im August 2016 auf Probebasis (professional tryout contract) den Los Angeles Kings anschloss. Diese übernahmen den Torwart jedoch nicht, sodass er im Oktober 2016 einen Zweijahresvertrag bei den Calgary Flames unterzeichnete. in der Organisation der Flames absolvierte der Torwart bis zum März 2017 lediglich sechs Partien für deren Farmteams in der ECHL und AHL – davon lediglich ein Spiel für die Stockton Heat. Im März 2017 wurde er daraufhin bis zum Saisonende an den Ligakonkurrenten der Heat, die Charlotte Checkers, ausgeliehen. Am 1. Juli 2017 kehrte er im Tausch für ein erfolgsabhängiges Siebtrunden-Wahlrecht im NHL Entry Draft 2018 zu den Detroit Red Wings zurück. In Detroit wurde sein auslaufender Vertrag nach der Saison 2017/18 nicht verlängert, sodass er im Juli 2018 einen rein auf die AHL beschränkten Vertrag bei den Milwaukee Admirals unterzeichnete. Von dort verpflichtete ihn im Februar 2019 auch deren NHL-Kooperationspartner, die Nashville Predators, für den Rest der Saison 2018/19. Im Juli 2019 kehrte er in die AHL zurück, indem er einen Vertrag beim Hartford Wolf Pack unterschrieb. Neben sieben AHL-Einsätzen für Hartford gesellten sich im Saisonverlauf weitere Einsätze für die Maine Mariners, Florida Everblades und Reading Royals hinzu.
Im Sommer 2020 entschied sich der 30-jährige US-Amerikaner seiner Karriere in Europa einen neuen Impuls zu verleihen. Er schloss sich dem österreichischen Klub HC Innsbruck aus der ICE Hockey League an. Dort spielte er zwischen August 2020 und März 2022, ehe er für den Rest der Spielzeit 2021/22 an die Bietigheim Steelers aus der Deutschen Eishockey Liga (DEL) ausgeliehen wurde. Für die Steelers kam er zu zehn Einsätzen. Zur Saison 2022/23 kehrte McCollum wieder nach Innsbruck zurück, nachdem sein Vertrag im April 2022 bereits zum zweiten Mal um ein Jahr verlängert worden war. Im Mai 2023 kehrte der Schlussmann nach Deutschland zurück, als er bei den Eisbären Regensburg aus der DEL2 einen Vertrag für das Spieljahr 2023/24 unterzeichnete. Mit dem Klub gewann er am Saisonende die Meisterschaft der DEL2. Zudem wurde der US-Amerikaner als wertvollster Spieler der DEL2-Playoffs ausgezeichnet. Obgleich der Erfolge mit den Eisbären wurde im Juni 2024 der Wechsel zum nordirischen Verein Belfast Giants aus der britischen Elite Ice Hockey League (EIHL) zur Saison 2024/25 bekannt. Nach einem Jahr dort mit zwei Titelgewinnen – der britischen Meisterschaft sowie dem Pokalwettbewerb – zog es den US-Amerikaner zwölf Monate später zum österreichischen Klub EC Kitzbühel aus der Alps Hockey League.

## Erfolge und Auszeichnungen
| - 2007 Teilnahme am OHL All-Star Game - 2007 OHL First All-Rookie Team - 2007 OHL Third All-Star Team - 2007 OHL All-Academic Team - 2007 OHL-Torwart des Monats Dezember - 2008 Teilnahme am CHL Top Prospects Game - 2008 OHL Third All-Star Team - 2009 OHL-Torwart des Monats Januar | - 2009 OHL Second All-Star Team - 2013 Calder-Cup-Gewinn mit den Grand Rapids Griffins - 2017 AHL-Torhüter des Monats März - 2024 DEL2-Meister mit den Eisbären Regensburg - 2024 Wertvollster Spieler der DEL2-Playoffs - 2024 Geringster Gegentorschnitt der DEL2-Playoffs - 2025 EIHL-Challenge-Cup-Gewinn mit den Belfast Giants - 2025 Britischer Meister mit den Belfast Giants |

### International
- 2007 Silbermedaille bei der U18-Junioren-Weltmeisterschaft

## Karrierestatistik

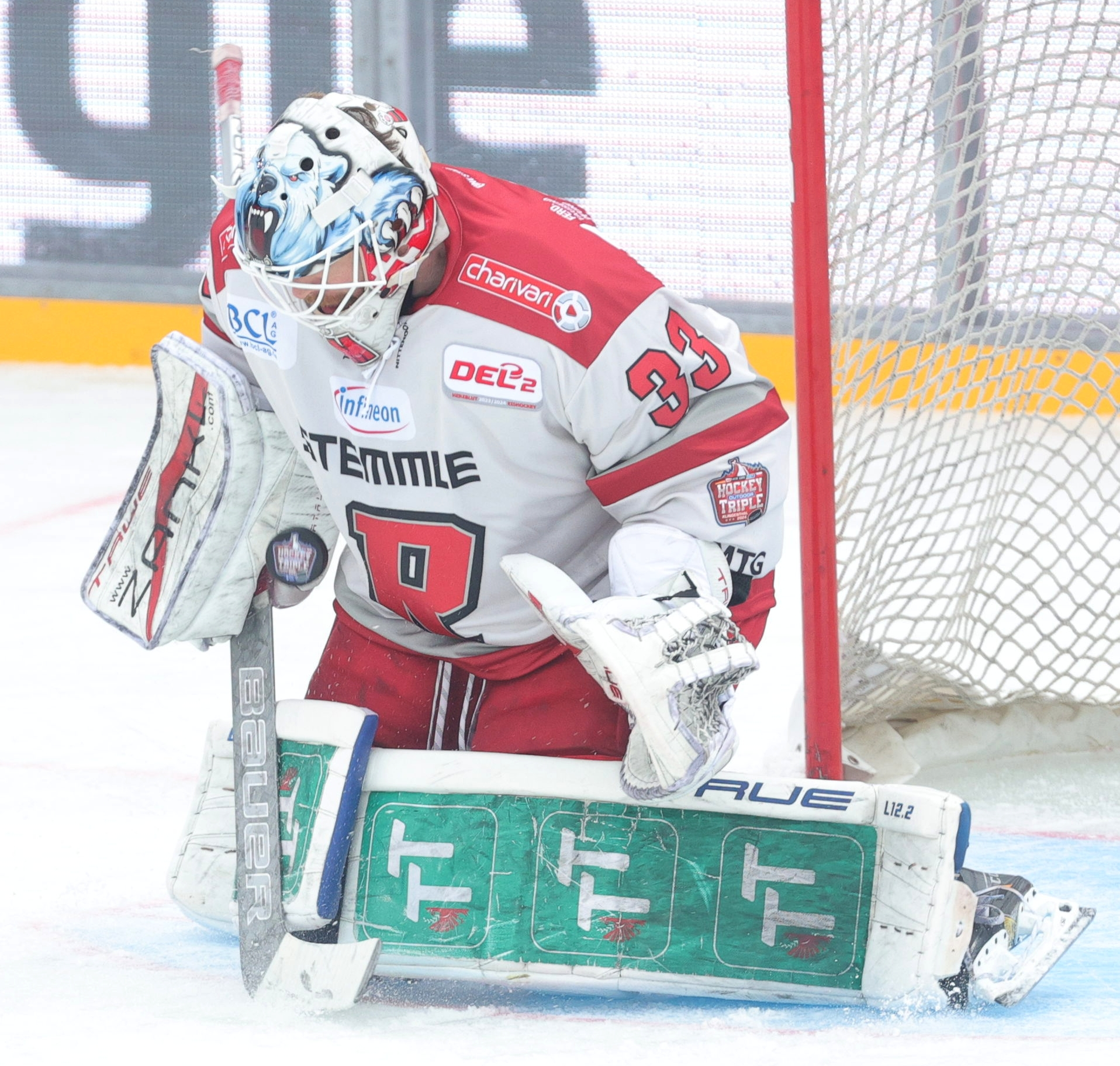
McCollum als Spieler der Eisbären Regensburg (2024)

Stand: Ende der Saison 2024/25

### International
Vertrat die USA bei:
- U18-Junioren-Weltmeisterschaft 2007
- U20-Junioren-Weltmeisterschaft 2009

(Legende zur Torhüterstatistik: GP oder Sp = Spiele insgesamt; W oder S = Siege; L oder N = Niederlagen; T oder U oder OT = Unentschieden oder Overtime- bzw. Shootout-Niederlage; Min. = Minuten; SOG oder SaT = Schüsse aufs Tor; GA oder GT = Gegentore; SO = Shutouts; GAA oder GTS = Gegentorschnitt; Sv% oder SVS% = Fangquote; EN = Empty Net Goal; 1 Play-downs/Relegation; Kursiv: Statistik nicht vollständig)